# LowRISC

lowRISC — проект создания свободного микропроцессора с лицензией BSD на основе реализации новой 64-разрядной архитектуры RISC-V.. Этот проект основан Робертом Маллинсом (фр.), ранее бывшим соучредителем проекта Raspberry Pi. Разработка lowRISC ведётся некоммерческой организацией в партнерстве с Кембриджским университетом (Великобритания). Публично о проекте было заявлено в августе 2014 года, изготовление микропроцессора запланировано на конец 2015-го (первая тестовая версия), с серийным выпуском в 2016-м.
Создатели проекта: Эндрю Хуан (англ., из университета MIT, автор открытой платформы Novena), Юлий Бакстер (Кембриджский университет, участвовал в проекте OpenRISC), Майкл Б. Тейлор (Центр тёмного кремния Калифорнийского университета в Сан-Диего), Доминик Риццо (Google ATAP), Krste Asanović (Беркли).
Цель проекта состоит в том, чтобы создать полностью открытую систему на кристалле, включающую процессор, с низкой стоимостью. Первая тестовая модель (только центральный процессор и обязательная периферия, без GPU) должна работать на частоте не менее 500 МГц, изготавливаться по техпроцессу 40-45 нм (TSMC); ожидается получение около 100—200 тысяч микросхем с 25 произведенных 300 мм пластин к концу 2015 года, стоимость корпусированного процессора ожидается около 10 долларов США. Среди дальнейших планов: изготовление процессора по техпроцессу 28 нм с частотой 1-1,5 ГГц, создание платформы для разработчиков (отладочная плата), изучение новых методов улучшения безопасности аппаратуры, публикация вспомогательных утилит для упрощения создания производных работ, создание новых тестов производительности.
В рамках проекта планируется реализовать архитектуру, RISC-V, созданную при участии Дэвида Паттерсона, которая уже имеет несколько реализаций, включая выпущенные в кремнии. Некоторые реализации имеют открытый исходный код. Для RISC-V уже издана предварительная версия описания набора инструкций (непривилегированный режим), подготовлены компиляторы GCC, LLVM, отладчик GDB, эмуляторы qemu и ANGEL (собственный эмулятор RISC-V на JavaScript), ядро Linux 3.14. Материалы опубликованы на github под открытыми лицензиями.

### СМИ о lowRISC
- Project aims to build a «fully open» SoC and dev board, Eric Brown // LinuxGizmos, Aug 14, 2014
- lowRISC: проект по созданию полностью открытого RISC-процессора // 3D News, 17.08.2014, Сергей Карасёв
- lowRISC: проект открытой однокристальной платформы // THG.ru, 16 августа 2014
- lowRISC — проект по разработке открытой 64-разрядной однокристальной платформы на архитектуре RISC-V // ixbt.com, 16.08.2014
- LowRISC: открытая аппаратная платформа на базе RISC-V // Xakep.ru, 06.08.2014

### RISC-V
- The RISC-V Instruction Set Architecture  (англ.)